# بوارج ما قبل المدرعات

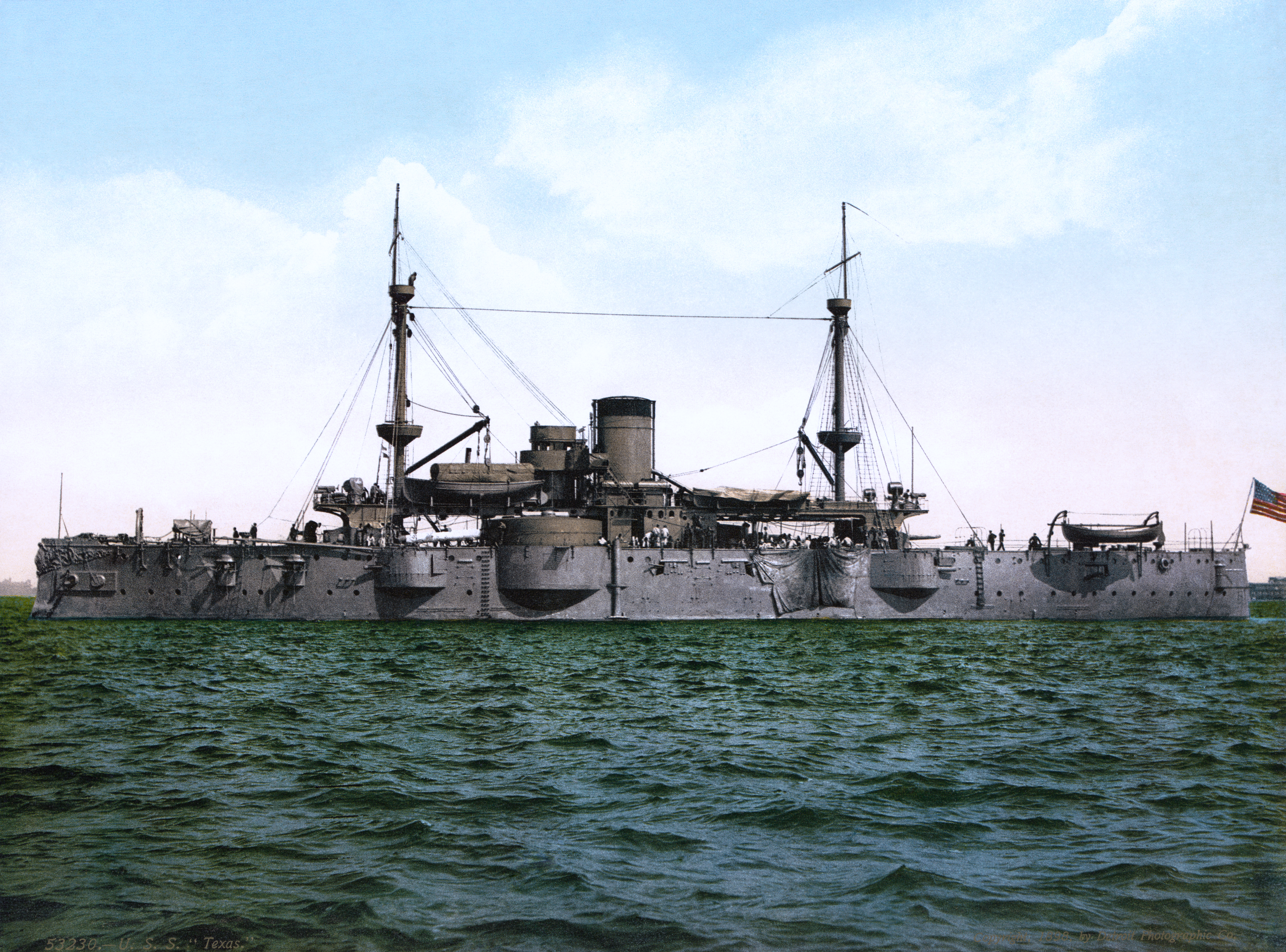
، التي بنيت في عام 1892، كانت أول سفينة حربية ما قبل-دريدنوت تابعة للبحرية الأمريكية. الفوتوكروم الطباعة ج. 1898.

كانت بوارج ما قبل المدرعات بوارج تجوب البحار بنيت بين منتصف إلى أواخر ثمانينيات القرن التاسع عشر و1905، قبل إطلاق البارجة إتش إم إس دريدنوت. استبدلت البوارج ما قبل-دريدنوت السفن الدارعة الحربية في سبعينيات وثمانينيات القرن التاسع عشر. بنيت من الصلب وتم حمايتها بدروع بتسقية معدنها، حملت هذه البوارج بطارية رئيسية من مدافع ثقيلة جدا في مصطبة رمي (مفتوحة أو مع مدافع محصنة) بدعم من بطارية ثانوية واحدة أو أكثر من الأسلحة الأخف وزنا. كانت تعمل بمحركات بخارية ثلاثية تعمل بالفحم. 
على النقيض من التطور الفوضوي للسفن الحربية الحديدية في العقود السابقة، شهدت فترة التسعينيات من القرن التاسع عشر بدأ البحريات -في جميع أنحاء العالم- في بناء سفن حربية بتصميم مشترك حيث اتبعت عشرات السفن أساسًا تصميم الفئة البريطانية ماجيستك. التشابه في ظهور البوارج في التسعينيات من القرن التاسع عشر تم التأكيد عليه من خلال زيادة عدد السفن التي يتم بناؤها. بدأت القوى البحرية الجديدة مثل ألمانيا واليابان والولايات المتحدة ـ وبدرجة أقل إيطاليا والنمساـ المجر ـ في ترسيخ نفسها بأساطيل من بوارج ما قبل-دريدنوت، بينما توسعت أساطيل بريطانيا وفرنسا وروسيا لمواجهة هذه التهديدات الجديدة. كان الصدام الحاسم بين أساطيل ما قبل-دريدنوت بين البحرية الإمبراطورية الروسية والبحرية الإمبراطورية اليابانية خلال معركة تسوشيما في 27 مايو 1905.
عفا الزمان عن هذه البوارج فجأة بوصول السفينة إتش إم إس دريدنوت في عام 1906. اتبعت دريدنوت اتجاه في تصميم البوارج يهدف إلى مدافع أثقل وأطول مدى من خلال تبني مخطط يضم «كل الأسلحة الكبيرة» حيث يتكون من عشرة مدافع من عيار 12 بوصة. كما تم استخدام المحركات التوربينات البخارية المبتكرة التي جعلتها أسرع. تم تفكيك سفن ما قبل-دريدنوت الحالية بشكل حاسم، وأصبحت أقوى البوارج الموجودة والبوارج الجديدة تعرف باسم دريدنوت بينما تم تسمية السفن التي تم وضعها من قبل باسم دريدنوت.

## التسلح
سلحت السفن ما قبل-دريدنوت بمدافع من عدة عيارات مختلفة، لأداء أدوار قتالية مختلفة في حال اشتباك سفينة بسفينة أخرى. كان التسليح الرئيسي هو أربعة مدافع ثقيلة، مثبتة في برجين على خط واحد في المقدمة والخلف. عدد قليل جدا من سفن ما قبل-دريدنوت انحرفت عن استخدام هذا الترتيب. كانت هذه المدافع تطلق ببطء، وفي البداية كانت محدودة الدقة؛ لكنها المدافع الوحيدة الثقيلة بما يكفي لاختراق الدروع السميكة التي كانت تحمي المحركات ومخازن الذخيرة والأسلحة الرئيسية لبوارج العدو.

## نظام الدفع

### الحرب العالمية الثانية
بعد الحرب العالمية الأولى، تم نزع سلاح معظم السفن الحربية ما قبل-دريدنوت ودريدنوت على حد سواء بموجب شروط معاهدة واشنطن البحرية. حيث تم تفكيك السفن بحثًا عن الخردة؛ تم تدمير الآخريات في كاهداف تدريب وغيرها أو أرسلت في مهام التدريب والإمداد. وحصت السفينة اليابانية <i id="mwAjA">ميكاسا</i> على إعفاء خاص من معاهدة واشنطن وتم الاحتفاظ بها في المتحف كسفينة تذكارية.

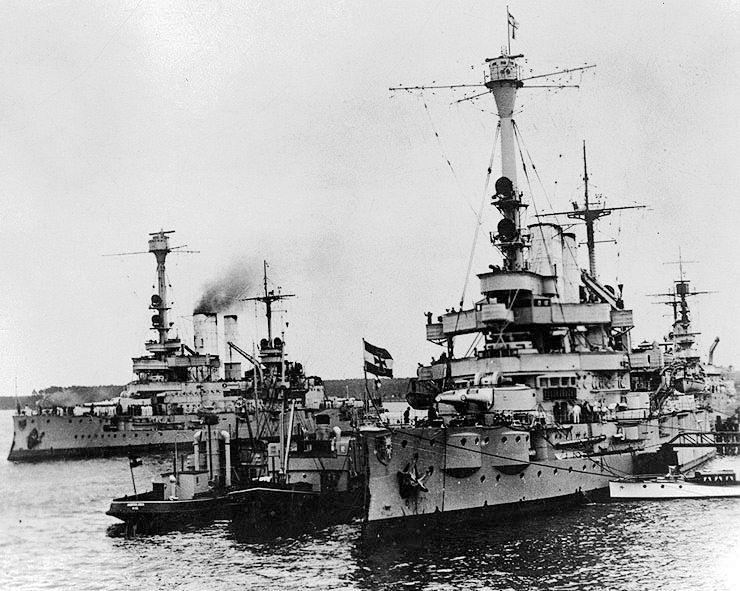
و في الميناء حوالي عام 1930. خدمت السفينتان في الحرب العالمية الثانية.

سمح لألمانيا، التي فقدت معظم أسطولها بموجب شروط معاهدة فرساي، بالاحتفاظ بثمانية من السفن ما قبل-دريدنوت (منها ستة فقط في الخدمة الفعلية) والتي تم اعتبارها سفن دفاع ساحلي؛  اثنان من هؤلاء لا يزالون قيد الاستخدام في بداية الحرب العالمية الثانية. واحدة منهن كانت شليسفيغ-هولشتاين حيث قصفت شبه جزيرة ويستربلات البولندية، وافتتحت الغزو الألماني لبولندا واطلقت الطلقات الأولى في الحرب العالمية الثانية. خدمت شليسفيغ هولشتاين في معظم الحرب كسفينة تدريب؛ غرقت أثناء التجديد في ديسمبر 1944، وتم تفكيكها في موقعها في يناير 1945. أما الآخرى فكانت Schlesien التي أغرقت في مارس 1945.
على الرغم من ذلك، تم إغراق عدد من سفن ما قبل-دريدنوت الخاملة أو غير المسلحة أثناء الحرب العالمية الثانية، مثل سفن ما قبل-دريدنوت اليونانية <i id="mwAkU">كيلكيس</i> <i id="mwAkc">وليمنوس</i> التي تم شراؤها من البحرية الأمريكية في عام 1914. بينما لم تكن أي من السفن في الخدمة الفعلية، كلاهما غرقا بواسطة قاذفات القنابل الألمانية بعد الغزو الألماني في عام 1941. في المحيط الهادئ، غواصة البحرية الأمريكية USS Salmon أغرقت سفينة ما قبل-دريدنوت اليابانية اساهي في مايو 1942. وكانت من قدامى المحاربين في تسوشيما وكانت تعمل كسفينة إصلاح.

### بعد الحرب العالمية الثانية
لم تخدم أي سفينة من سفن ما قبل-دريدنوت بعد الحرب العالمية الثانية كسفينة حربية؛ كانت أخر سفينة للخدمة من هذا النوع هي أس أم أس هيسن، والتي كانت تستخدم كسفينة مستهدفة من قبل الاتحاد السوفيتي في أوائل الستينيات باسم Tsel. خدم هيكل السفينة الحربية الأمريكية السابقة كيرسارج (BB-5) كسفينة رافعة من عام 1920 حتى تخريدها في عام 1955. تم استخدام هيكل سفينة حربية أمريكية سابقة تدعى أوريجون (BB-3) كبارجة ذخيرة في غوام حتى عام 1948، ثم تم تخريدها في عام 1956

## الناجي الوحيد
تعتبر السفينة الناجية الوحيدة من سفن ما قبل-دريدنوت هي سفينة البحرية اليابانية ميكاسا في معركة تسوشيما التي تم حفظها اليوم، حيث تقع الآن في يوكوسوكا، حيث أصبحت سفينة متحف منذ عام 1925.